# Escuela Nacional de Natación Marcelo Salado
La Escuela Nacional de Natación "Marcelo Salado" es un centro de formación y alto rendimiento en la natación ubicado en La Habana que forma parte de las Escuelas Superiores de Formación de Atletas de Alto Rendimiento (ESFAAR) donde entrenan los deportistas seleccionados para representar a su país en las competiciones internacionales.  Fue nombrada en honor al combatiente revolucionario Marcelo Salado. 
La escuela ha sido la responsable de la difusión del deporte en la isla y la formación de los nadadores cubanos, entre ellos los dos únicos medallistas olímpicos de Cuba en natación, Rodolfo Falcón y Neisser Bent.
El ingreso a La Marcelo como es conocida, se da a partir de los doce años y por resultados obtenidos.